# Nicht schon wieder Rudi!
Nicht schon wieder Rudi! ist ein deutscher Film von Oona Devi Liebich und İsmail Şahin, der für beide deren Spielfilmdebüt darstellt. Der deutsche Kinostart des Films war am 15. Oktober 2015.

## Handlung
Der 55-jährige Bernd will mit seinem Bruder Peter und seinem Kumpel Klaus ein ruhiges Wochenende am See verbringen. Peter bringt allerdings Murat mit, was Klaus gar nicht passt, denn Murat hat einst seine Tochter abgeschleppt und dann fallengelassen.
Als Klaus bei einem Badeunfall am Kopf verletzt wird, verlangt er nach seinem Hund Rudi. Dieser ist allerdings bereits seit zwei Jahren tot, was Klaus trotz sich wiederholender Erklärungen seiner Freunde immer wieder vergisst. Der eingespielte Ausruf „Nicht schon wieder Rudi!“ verhallt ohne Wirkung, sodass sich die Männer aufmachen, das nicht mehr existierende Haustier im Wald zu suchen, um Klaus zu beruhigen. Dabei verstricken sie sich zunehmend in ihrer selbst erschaffene Fantasie.

## Kritik
Der Filmdienst urteilte, zwar seien „die Figuren und die Story zum Thema ‚Demenz‘ grundsätzlich sympathisch“, jedoch mangele es „der gering budgetierten Tragikomödie an dramaturgischer Verdichtung und visuellen Ideen“. So bleibe „der Unterhaltungswert trotz gut aufgelegter Darsteller gering“.
Das Kinomagazin Cinema befand, der Film sei eine „[p]lumpe Tragikomödie über Altersdemenz, die zu krampfig auf Feel-good-Movie gebürstet ist und ihre Gags penetrant auswalzt“.

## Auszeichnungen
Beim New Faces Awards 2016 erhielten Liebich und Şahin eine Nominierung als vielversprechende neue Regisseure.